# Wang Bo
Pour les articles homonymes, voir Wang (patronyme).

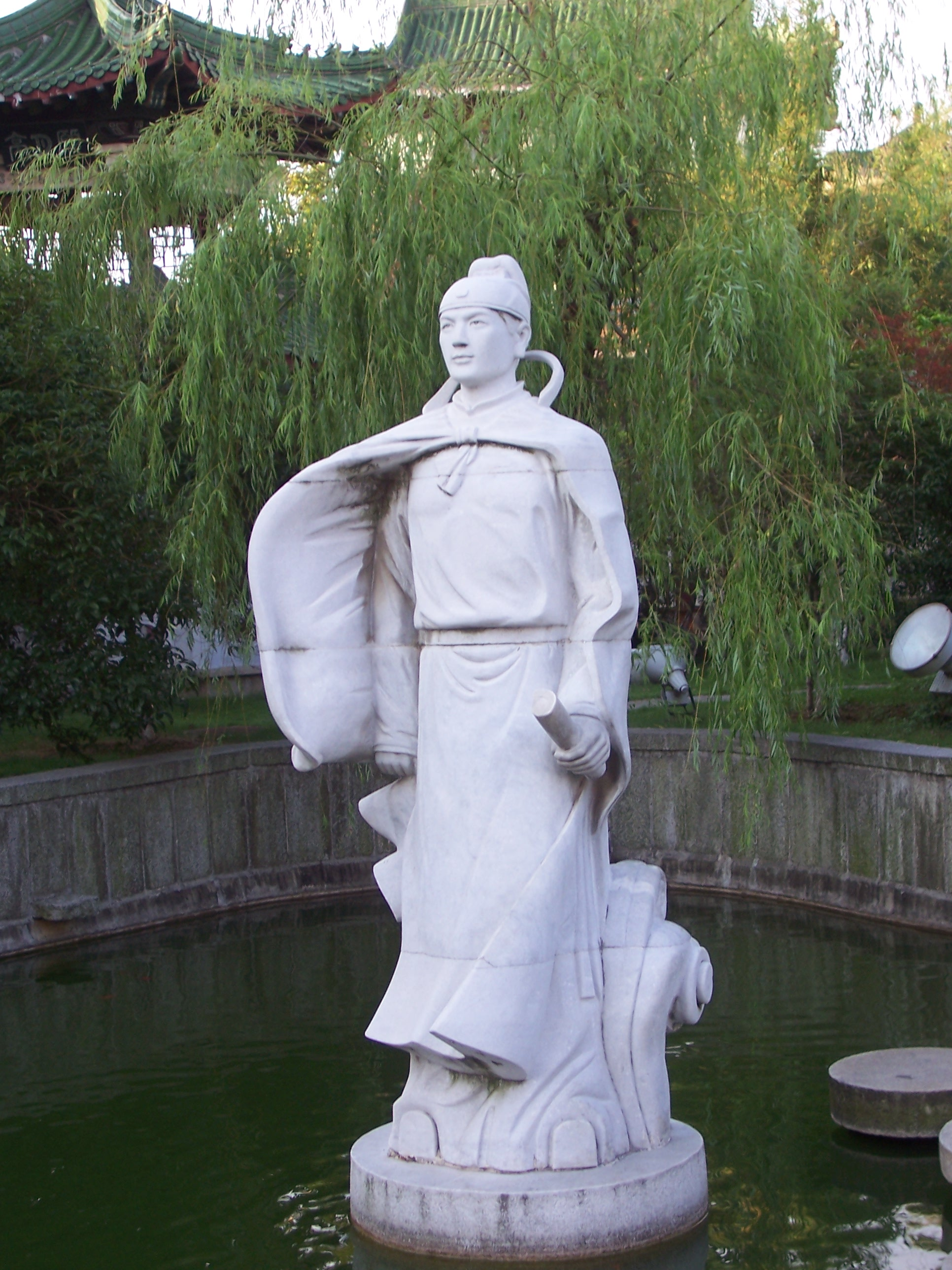
Statue de Wang Bo

Wang Bo chinois : 王勃 ; pinyin : wáng bó (650 - 676), alias Wang Zian chinois : 王子安 ; pinyin : wáng zǐān, est un poète chinois de la Dynastie Tang.
Originaire de Longmen, dans la préfecture de Jiang (zh) (绛州 / 絳州, jiàng zhōu, Kiang-tcheou) （aujourd'hui, Hejin, dans la province du Shanxi), il s'était fait recevoir bachelier dès l'âge de neuf ans, avait pris rapidement ses autres grades, et, très jeune encore, occupait les plus hauts emplois. Il se retira de la vie publique aussi prématurément qu'il y était entré, afin de se consacrer entièrement au culte de la littérature et de la poésie.